# Samuel Dushkin
Samuel Dushkin né le 13 décembre 1891 à Suwałki (Pologne), mort le 24 juin 1976 à New York est un violoniste américain.

## Carrière
Il fait ses études musicales à la Music School Settlement de New York et au conservatoire de Paris. Il prend des cours avec Leopold Auer et Fritz Kreisler. Il fait une tournée en Europe en 1918 et aux États-Unis en 1924. Violoniste virtuose, il a aussi écrit pour l'instrument nombre de transcriptions  et arrangements de pages célèbres (Albéniz, Bizet, Gershwin, Moussorgski, Rachmaninov). Sa prédilection pour la  musique contemporaine a amené Aaron Copland à lui dédier ses deux pièces pour violon et piano, Igor Stravinsky, compositeur avec lequel il collabora à de nombreuses reprises, à lui dédier en 1931 son concerto pour violon et en 1932 son duo concertant. Quant à Bohuslav Martinů, il lui dédie son premier concerto pour violon et sa suite concertante.

## Source
- Alain Pâris, Dictionnaire des interprètes Bouquins/Laffont 1989 p.338